# Classe Jewel
La classe Jewel est une classe de quatre navires de croisière exploitée par la société Norwegian Cruise Line.

Toutes les unités sont classées Panamax et peuvent donc passer le canal de Panama.

## Les unités de la classe
- Norwegian Jewel - mis en service en 2005.
- Norwegian Jade - mis en service en 2006.'ex Pride of Hawaii
- Norwegian Pearl - mis en service en 2007.
- Norwegian Gem - mis en service en 2008.

## Galerie

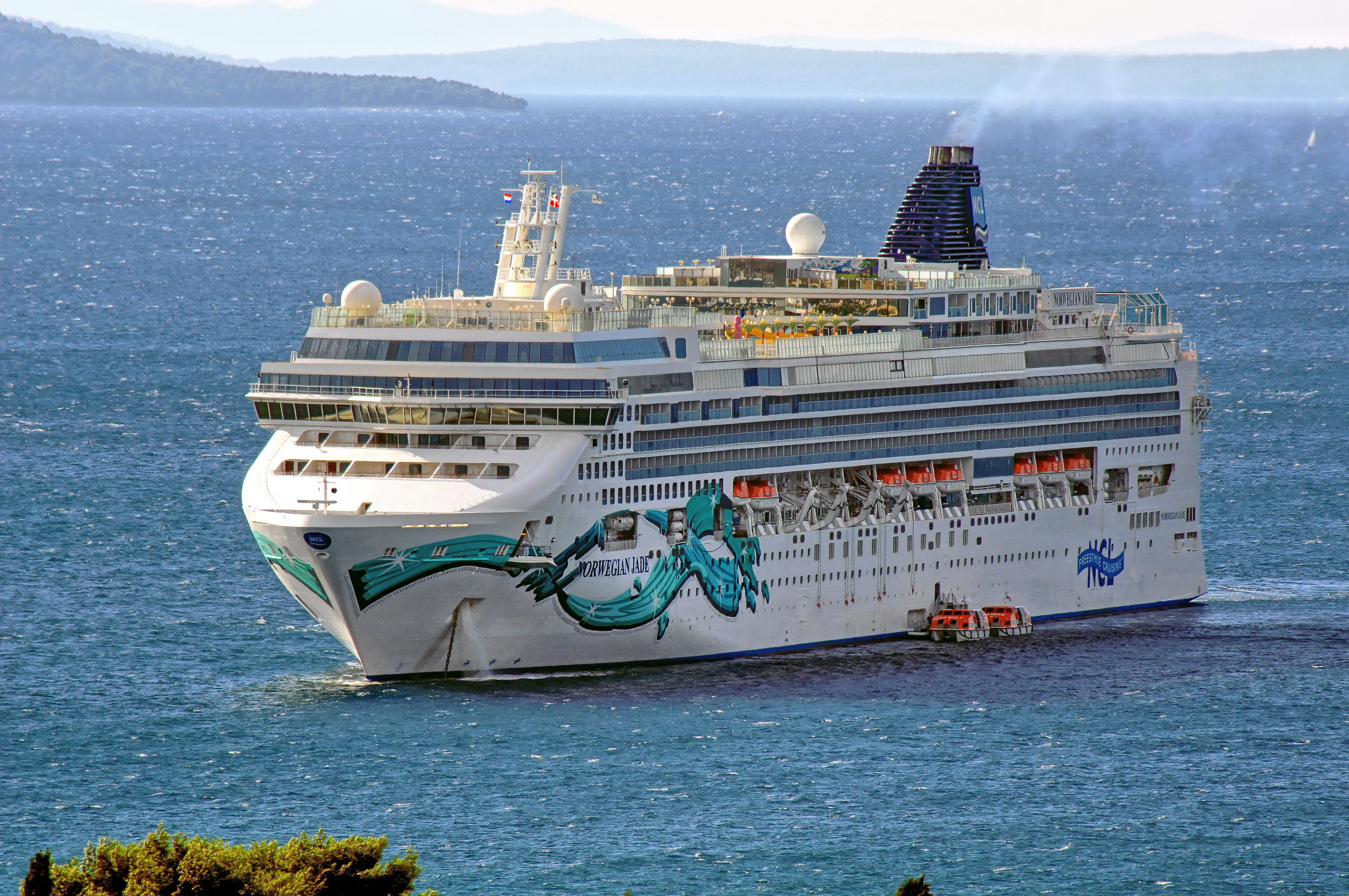
Le Norwegian Jade
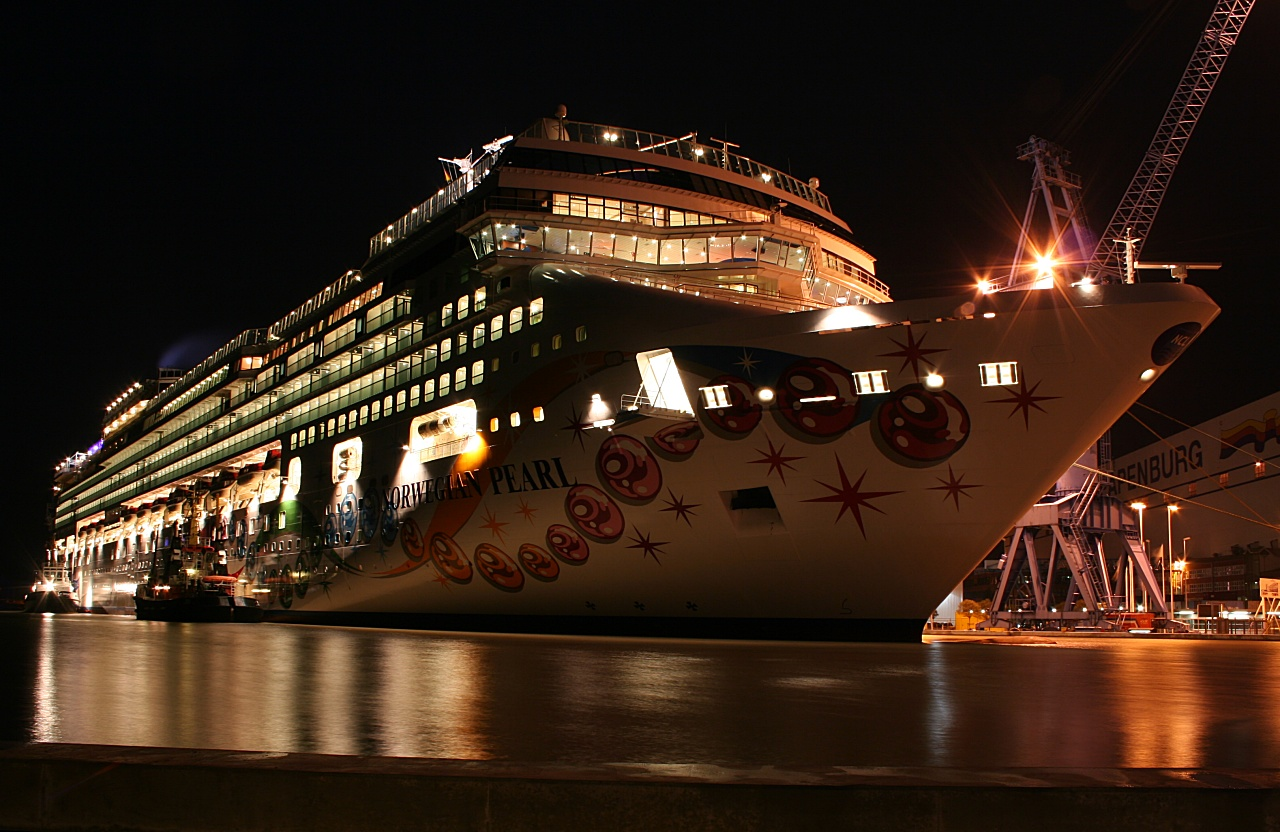
Le Norwegian Pearl
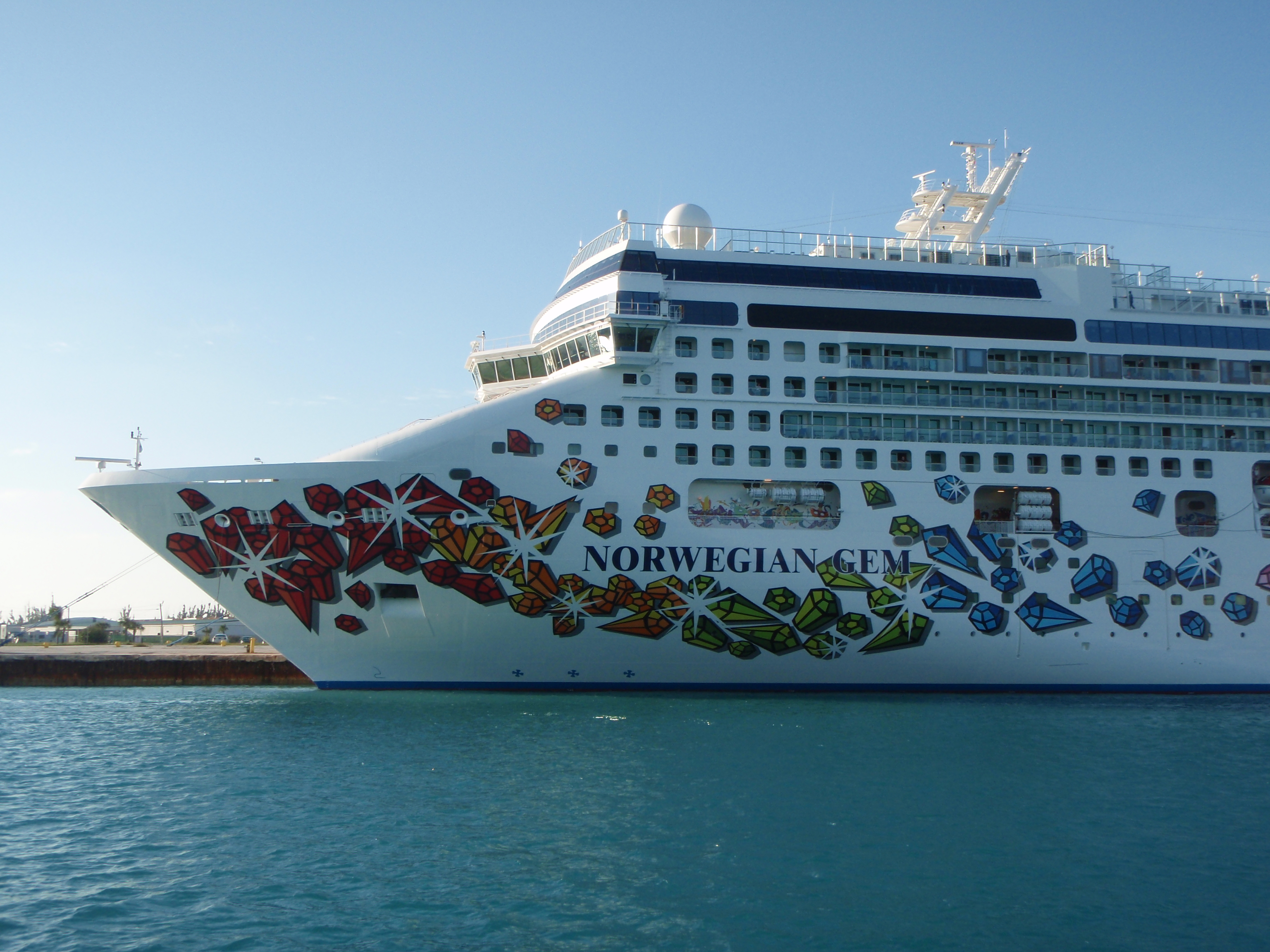
Le Norwegian Gem